# チャールズ・ローザ
チャールズ・ローザ（Charles Rosa、1986年8月24日 - ）は、アメリカ合衆国の男性総合格闘家。マサチューセッツ州ピーボディ出身。アメリカン・トップチーム所属。

## 背景
マサチューセッツ州ピーボディで生まれ育った。父親、祖父、おじも全員プロボクサーであった。ローザは、フットボール、ホッケー、ラクロスをプレーし、空手も練習していた。ジョンソン・アンド・ウェールズ大学に進学してもラクロスを続けた。大学では調理法の学位も取得した。兄弟のうち2人が薬物の過剰摂取で死亡した後にフロリダ州に転居し、アメリカン・トップチームで総合格闘技の練習を始めた。

## キャリア

### 初期のキャリア
アマチュアの総合格闘技で11勝2敗の成績を残し、2012年にアメリカ合衆国北西部地域の興行でプロデビューした。ここで9戦全勝の成績を残し、2014年夏にUFCと契約した。

### UFC
2014年10月4日、UFC Fight Night: Nelson vs. Storyで、怪我で欠場したロブ・ホワイトフォードの代役としてデニス・シヴァーと対戦した。一進一退の攻防の末、0-3の判定で敗れた。この試合により、両者はファイト・オブ・ザ・ナイトを受賞した。
2015年6月13日、UFC 188でヤイール・ロドリゲスと対戦し、1-2の判定で敗れた。試合では負けたが、2度目のファイト・オブ・ザ・ナイトをロドリゲスとともに受賞した。
2017年4月8日、UFC 210でシェーン・ブルゴスと対戦し、3ラウンドTKOで敗れた。この試合で、両者はファイト・オブ・ザ・ナイトを受賞した
。

## 私生活
格闘家としての顔の他に、ローザはフロリダ州デルレイビーチの高級ステーキハウスCut 432でシェフとして働いている。

## 戦績
| 総合格闘技 戦績 | 総合格闘技 戦績 | 総合格闘技 戦績 | 総合格闘技 戦績 | 総合格闘技 戦績 | 総合格闘技 戦績 | 総合格闘技 戦績 |
| --------------- | --------------- | --------------- | --------------- | --------------- | --------------- | --------------- |
| 22 試合         | (T)KO           | 一本            | 判定            | その他          | 引き分け        | 無効試合        |
| 14 勝           | 3               | 8               | 3               | 0               | 0               | 0               |
| 8 敗            | 1               | 0               | 7               | 0               | 0               | 0               |

| 勝敗 | 対戦相手                 | 試合結果                   | 大会名                                | 開催年月日     |
| ×    | ナサニエル・ウッド       | 5分3R終了 判定0-3          | UFC Fight Night: Blaydes vs. Aspinall | 2022年7月23日  |
| ×    | TJ・ブラウン             | 5分3R終了 判定0-3          | UFC on ESPN 32: Kattar vs. Chikadze   | 2022年1月15日  |
| ×    | デイモン・ジャクソン     | 5分3R終了 判定0-3          | UFC Fight Night: Dern vs. Rodriguez   | 2021年10月9日  |
| ○    | ジャスティン・ジェインズ | 5分5R終了 判定2-1          | UFC Fight Night: Gane vs. Volkov      | 2021年6月26日  |
| ×    | ダリック・ミナー         | 5分3R終了 判定0-3          | UFC Fight Night: Blaydes vs. Lewis    | 2021年2月20日  |
| ○    | ケビン・アギラー         | 5分3R終了 判定2-1          | UFC on ESPN 10: Eye vs. Calvillo      | 2020年6月13日  |
| ×    | ブライス・ミッチェル     | 5分3R終了 判定0-3          | UFC 249: Ferguson vs. Gaethje         | 2020年5月9日   |
| ○    | マニー・バミューデス     | 1R 2:46 腕ひしぎ十字固め   | UFC on ESPN 6: Reyes vs. Weidman      | 2019年10月18日 |
| ×    | シェーン・ブルゴス       | 3R 1:59 TKO（パンチ）      | UFC 210: Cormier vs. Johnson 2        | 2017年4月8日   |
| ○    | カイル・ボフニャク       | 5分3R終了 判定3-0          | UFC Fight Night: Dillashaw vs. Cruz   | 2016年1月17日  |
| ×    | ヤイール・ロドリゲス     | 5分3R終了 判定1-2          | UFC 188: Velasquez vs. Werdum         | 2015年6月13日  |
| ○    | ショーン・ソリアーノ     | 3R 4:43 ダースチョーク     | UFC Fight Night: McGregor vs. Siver   | 2015年1月18日  |
| ×    | デニス・シヴァー         | 5分3R終了 判定0-3          | UFC Fight Night: Nelson vs. Story     | 2014年10月4日  |
| ○    | ジェイク・コンスタント   | 1R 3:36 腕ひしぎ十字固め   | CES MMA 25                            | 2014年8月8日   |
| ○    | Brylan Van Artsdalen     | 1R3:25 腕ひしぎ十字固め    | CES MMA 22                            | 2014年3月14日  |
| ○    | キース・リチャードソン   | 2R 2:08 TKO（パンチ）      | Fight Lab 35                          | 2014年2月8日   |
| ○    | ラフフ・ジョンソン       | 1R 3:03 アナコンダチョーク | CES MMA 20                            | 2014年5月6日   |
| ○    | スティーブ・マッケイブ   | 1R 1:39 ペルビアンネクタイ | CES MMA: Rise or Fall                 | 2013年10月4日  |
| ○    | Sylvester Murataj        | 1R 0:46 TKO（パンチ）      | CES MMA: Gold Rush                    | 2013年8月29日  |
| ○    | アーロン・シュテットマン | 1R 3:26 三角絞め           | CFA 11                                | 2013年5月24日  |
| ○    | ジェイソン・ジョーンズ   | 1R 3:52 TKO（パンチ）      | CFA 9                                 | 2013年1月19日  |
| ○    | Hauley Tillman           | 1R 1:56 腕ひしぎ十字固め   | CFA 8                                 | 2012年8月24日  |

## 表彰
- UFC
  - ファイト・オブ・ザ・ナイト（3回）
  - パフォーマンス・オブ・ザ・ナイト（1回）